# Caralluma lamellosa
Caralluma lamellosa là một loài thực vật có hoa trong họ La bố ma. Loài này được M.G.Gilbert & Thulin mô tả khoa học đầu tiên năm 2005.